# Calcio ai Giochi della XXIX Olimpiade - Torneo maschile

## Risultati

### Fase eliminatoria

#### Gruppo A
| Squadra        | P.ti | G | V | N | P | GF | GS | DR |
| -------------- | ---- | - | - | - | - | -- | -- | -- |
| Argentina      | 9    | 3 | 3 | 0 | 0 | 6  | 1  | +5 |
| Costa d'Avorio | 6    | 3 | 2 | 0 | 1 | 6  | 4  | +2 |
| Australia      | 1    | 3 | 0 | 1 | 2 | 1  | 3  | -2 |
| Serbia         | 1    | 3 | 0 | 1 | 2 | 3  | 7  | -4 |

| Arbitro: | Damon |

|               |           |              |
| Zadkovich 69’ | Marcatori | 78’ Rajković |

| Arbitro: | Stark |

|           |           |                      |
| Cissé 54’ | Marcatori | 43’ Messi 86’ Acosta |

| Arbitro: | Kassai |

|             |           |  |
| Lavezzi 76’ | Marcatori |  |

| Arbitro: | Moreno |

|                         |           |                                                       |
| Mrdaković 16’ Rakić 90’ | Marcatori | 3’ Cissé 24’ (aut.) Rajković 70’ Kalou 90+2’ Gervinho |

| Arbitro: | Marrufo |

|           |           |  |
| Kalou 81’ | Marcatori |  |

| Arbitro: | Al Hilali |

|                                   |           |  |
| Lavezzi 14’ (rig.) Buonanotte 84’ | Marcatori |  |

#### Gruppo B
| Squadra     | P.ti | G | V | N | P | GF | GS | DR |
| ----------- | ---- | - | - | - | - | -- | -- | -- |
| Nigeria     | 7    | 3 | 2 | 1 | 0 | 4  | 2  | +2 |
| Paesi Bassi | 5    | 3 | 1 | 2 | 0 | 3  | 2  | +1 |
| Stati Uniti | 4    | 3 | 1 | 1 | 1 | 4  | 4  | 0  |
| Giappone    | 0    | 3 | 0 | 0 | 3 | 1  | 4  | -3 |

| Arbitro: | Diatta |

|  |           |            |
|  | Marcatori | 47’ Holden |

| Tientsin 7 agosto 2008, ore 19:45 UTC+8 | Paesi Bassi | 0 – 0 referto | Nigeria | Tianjin Olympic Centre Stadium (52.390 spett.)\| Arbitro: \| Pozo \| |
| Arbitro:                                | Pozo        |               |         |                                                                      |

| Arbitro: | Moradi |

|                         |           |            |
| Obinna 58’ Anichebe 74’ | Marcatori | 79’ Toyoda |

| Arbitro: | Hester |

|                           |           |                     |
| Kljestan 64’ Altidore 72’ | Marcatori | 16’ Babel 93’ Sibon |

| Arbitro: | Baldassi |

|                  |           |  |
| Sibon 73’ (rig.) | Marcatori |  |

| Arbitro: | Stark |

|                      |           |                     |
| Isaac 39’ Obinna 79’ | Marcatori | 88’ (rig.) Kljestan |

#### Gruppo C
| Squadra       | P.ti | G | V | N | P | GF | GS | DR |
| ------------- | ---- | - | - | - | - | -- | -- | -- |
| Brasile       | 9    | 3 | 3 | 0 | 0 | 9  | 0  | +9 |
| Belgio        | 6    | 3 | 2 | 0 | 1 | 3  | 1  | +2 |
| Cina          | 1    | 3 | 0 | 1 | 2 | 1  | 6  | -5 |
| Nuova Zelanda | 1    | 3 | 0 | 1 | 2 | 1  | 7  | -6 |

| Arbitro: | Al Ghamdi |

|              |           |  |
| Hernanes 79’ | Marcatori |  |

| Arbitro: | Vázquez |

|          |           |             |
| Dong 88’ | Marcatori | 53’ Brockie |

| Arbitro: | Lannoy |

|  |           |                                                             |
|  | Marcatori | 3’ Anderson 34’ Pato 55’, 61’ (rig.) Ronaldinho 90+3’ Sóbis |

| Arbitro: | Baldassi |

|                         |           |  |
| Dembélé 8’ Mirallas 80’ | Marcatori |  |

| Arbitro: | Damon |

|  |           |                                 |
|  | Marcatori | 18’ Diego 69’, 73’ Thiago Neves |

| Arbitro: | Pozo |

|  |           |            |
|  | Marcatori | 35’ Haroun |

#### Gruppo D
| Squadra       | P.ti | G | V | N | P | GF | GS | DR |
| ------------- | ---- | - | - | - | - | -- | -- | -- |
| Italia        | 7    | 3 | 2 | 1 | 0 | 6  | 0  | +6 |
| Camerun       | 5    | 3 | 1 | 2 | 0 | 2  | 1  | +1 |
| Corea del Sud | 4    | 3 | 1 | 1 | 1 | 2  | 4  | -2 |
| Honduras      | 0    | 3 | 0 | 0 | 3 | 0  | 5  | -5 |

| Arbitro: | Skomina |

|  |           |                                                      |
|  | Marcatori | 40’ Giovinco 44’ (rig.) Rossi 50’ (rig.) Acquafresca |

| Arbitro: | Maruffo |

|                    |           |              |
| Park Chu-Young 68’ | Marcatori | 81’ Mandjeck |

| Arbitro: | Al Hilali |

|           |           |  |
| M'Bia 74’ | Marcatori |  |

| Arbitro: | Einwaller |

|                                    |           |  |
| Rossi 15’ Rocchi 31’ Montolivo 90’ | Marcatori |  |

| Arbitro: | Hester |

|                  |           |  |
| Kim Dong-jin 23’ | Marcatori |  |

| Tientsin 13 agosto 2008, ore 17:00 UTC+8 | Italia  | 0 – 0 referto | Camerun | Tianjin Olympic Centre Stadium (47.307 spett.)\| Arbitro: \| Vázquez \| |
| Arbitro:                                 | Vázquez |               |         |                                                                         |

### Fase ad eliminazione diretta
|  | Quarti             | Quarti    |         |            | Semifinale | Semifinale |  |  | Finale | Finale |
|  |                    |           |         |            |            |            |  |  |        |        |
|  |                    |           |         |            |            |            |  |  |        |        |
|  |                    |           |         |            |            |            |  |  |        |        |
|  | 1D. Italia         | 2         |         |            |            |            |  |  |        |        |
|  | 1D. Italia         | 2         |         |            |            |            |  |  |        |        |
|  | 2C. Belgio         | 3         |         |            |            |            |  |  |        |        |
|  | 2C. Belgio         | 3         | Belgio  | 1          |            |            |  |  |        |        |
|  |                    |           | Belgio  | 1          |            |            |  |  |        |        |
|  |                    | Nigeria   | 4       |            |            |            |  |  |        |        |
|  | 1B. Nigeria        | Nigeria   | 4       | 2          |            |            |  |  |        |        |
|  | 1B. Nigeria        |           |         | 2          |            |            |  |  |        |        |
|  | 2A. Costa d'Avorio | 0         |         |            |            |            |  |  |        |        |
|  | 2A. Costa d'Avorio | 0         | Nigeria | 0          |            |            |  |  |        |        |
|  |                    |           | Nigeria | 0          |            |            |  |  |        |        |
|  |                    | Argentina | 1       |            |            |            |  |  |        |        |
|  | 1C. Brasile        | Argentina | 1       | 2 (d.t.s.) |            |            |  |  |        |        |
|  | 1C. Brasile        |           |         | 2 (d.t.s.) |            |            |  |  |        |        |
|  | 2D. Camerun        | 0         |         |            |            |            |  |  |        |        |
|  | 2D. Camerun        | 0         | Brasile | 0          | 3º posto   | 3º posto   |  |  |        |        |
|  |                    |           | Brasile | 0          | 3º posto   | 3º posto   |  |  |        |        |
|  |                    | Argentina | 3       |            |            |            |  |  |        |        |
|  | 1A. Argentina      | Argentina | 3       | 2 (d.t.s.) | Belgio     | 0          |  |  |        |        |
|  | 1A. Argentina      |           |         | 2 (d.t.s.) | Belgio     | 0          |  |  |        |        |
|  | 2B. Paesi Bassi    | 1         |         | Brasile    | 3          |            |  |  |        |        |
|  | 2B. Paesi Bassi    | 1         |         |            | 3          |            |  |  |        |        |
|  |                    |           |         |            |            |            |  |  |        |        |
|  |                    |           |         |            |            |            |  |  |        |        |

#### Quarti di finale
| Arbitro: | Skomina |

|                         |           |  |
| Sóbis 101’ Marcelo 105’ | Marcatori |  |

| Arbitro: | Baldassi |

|                              |           |                                 |
| Rossi 18’ (rig.), 74’ (rig.) | Marcatori | 23’, 79’ Dembélé 45+2’ Mirallas |

| Arbitro: | Marrufo |

|                         |           |            |
| Messi 14’ Di María 105’ | Marcatori | 36’ Bakkal |

| Arbitro: | Moradi |

|                                  |           |  |
| Odemwingie 44’ Obinna 82’ (rig.) | Marcatori |  |

#### Semifinali
| Arbitro: | Pozo |

|           |           |                                        |
| Ciman 88’ | Marcatori | 17’ Adefemi 59’, 72’ Obasi 78’ Okonkwo |

| Arbitro: | Vázquez |

|  |           |                                     |
|  | Marcatori | 52’, 58’ Agüero 75’ (rig.) Riquelme |

#### Finale per il 3º posto
| Arbitro: | Einwaller |

|  |           |                         |
|  | Marcatori | 27’ Diego 45’, 90+2’ Jô |

#### Finale per il 1º posto
| Arbitro: | Kassai |

| |            | |
| | Marcatori  | 58’ Di María |
| · Vanzekin · Okonkwo · 68’ Apam · Adeleye · James · 51’ Obinna · 70’ Isaac · 64’ Okoronkwo · Ajilore · Adefemi · Odemwingie · A disposizione: · Obasi · Kaita · Ambrose · 64’ Anichebe · 70’ Ekpo · Ezenwa · Olufemi | Formazioni | · Romero · Garay · Monzón 81’ · Zabaleta · Gago · Riquelme 82’ · Di María 74’ 88’ · Pareja · Mascherano · Messi 90+3’ · Agüero 79’ · A disposizione: · Fazio · Sosa 79’ · Banega 88’ · Lavezzi 90+3’ · Acosta · Buonanotte · Navarro |
| Samson Siasia | Allenatori | Sergio Batista |

## Podio
| 2º posto Nigeria | Campione olimpico di calcio maschile Argentina 2º titolo | 3º posto Brasile |

| Pos | Squadra   | Formazione |
| --- | --------- | --- |
|     | Argentina | Lautaro Acosta, Sergio Agüero, Éver Banega, Diego Buonanotte, Ángel Di María, Federico Fazio, Fernando Gago, Ezequiel Garay, Ezequiel Lavezzi, Javier Mascherano, Lionel Messi, Fabián Monzón, Nicolás Navarro, Nicolás Pareja, Juan Román Riquelme, Sergio Romero, José Ernesto Sosa, Óscar Ustari, Pablo Zabaleta. All. Sergio Batista |
|     | Nigeria   | Olubayo Adefemi, Dele Adeleye, Oluwafemi Ajilore, Efe Ambrose, Victor Anichebe, Onyekachi Apam, Emmanuel Ekpo, Ikechukwu Ezenwa, Monday James, Sani Kaita, Chinedu Obasi, Victor Nsofor Obinna, Peter Odemwingie, Chibuzor Okonkwo, Solomon Okoronkwo, Oladapo Olufemi, Isaac Promise, Ambruse Vanzekin. All. Samson Siasia              |
|     | Brasile   | Alex Silva, Anderson, Breno, Diego, Diego Alves, Hernanes, Ilsinho, Jô, Lucas, Marcelo, Pato, Rafinha, Ramires, Renan, Ronaldinho, Sóbis, Tiago Neves, Thiago Silva. All. Dunga |

## Classifica marcatori
4 reti
- Giuseppe Rossi (3 rigori)

3 reti
- Moussa Dembélé
- Obinna (1 rigore)

2 reti
- Sergio Agüero
- Ángel Di María
- Ezequiel Lavezzi (1 rigore)
- Lionel Messi
- Kevin Mirallas
- Diego Ribas da Cunha
- Jô
- Ronaldinho (1 rigore)
- Rafael Sóbis
- Thiago Neves
- Sekou Cissé
- Salomon Kalou
- Chinedu Obasi
- Gerald Sibon (1 rigore)
- Sacha Kljestan (1 rigore)

1 rete
- Lautaro Acosta
- Diego Buonanotte
- Juan Román Riquelme (1 rigore)
- Ruben Zadkovich
- Laurent Ciman
- Faris Haroun
- Anderson
- Hernanes
- Marcelo
- Pato
- Georges Mandjeck
- Stéphane M'Bia
- Dong Fangzhuo
- Kim Dong-jin
- Park Chu-Young
- Gervais Yao Kouassi
- Yōhei Toyoda
- Robert Acquafresca (1 rigore)
- Sebastian Giovinco
- Riccardo Montolivo
- Tommaso Rocchi
- Olubayo Adefemi
- Victor Anichebe
- Isaac Promise
- Peter Odemwingie
- Chibuzor Okonkwo
- Jeremy Brockie
- Ryan Babel
- Otman Bakkal
- Miljan Mrdaković
- Slobodan Rajković
- Đorđe Rakić
- Jozy Altidore
- Stuart Holden

Autoreti
- Slobodan Rajković (1, pro  Costa d'Avorio)